# Cerastis fishii
Cerastis fishii là một loài bướm đêm thuộc họ Noctuidae. Nó được tìm thấy ở miền đông Bắc Mỹ from Newfoundland tới miền nam Ontario in Canada. In Hoa Kỳ nó có ở Maine phía tây đến Ohio, Michigan, và miền bắc Wisconsin, then phía nam đến North Carolina. Gần đây nó cũng được tìm thấy ở Tennessee.
Sải cánh dài 30–36 mm. Con trưởng thành bay từ tháng 3 đến tháng 6.
Ấu trùng ăn the flowers và the leaves of cây việt quất.